# علف جویباری (سرده)
علف جویباری (نام علمی: Samolus) نام یک سرده از تیره پامچالیان است.